# Conseil régional du Piémont
XIIe législature
Palazzo Lascaris, Turin
Le conseil régional du Piémont (en italien : Consiglio regionale del Piemonte) est le conseil régional de la région du Piémont.

## Mode de scrutin
Le conseil est constitué de 51 conseillers, élus pour cinq ans au scrutin proportionnel plurinominal et au scrutin plurinominal majoritaire. 39 sont élus dans huit circonscriptions correspondant aux provinces du Piémont et 12 au niveau régional.
Le jour du scrutin, l'électeur vote deux fois. Il accorde un suffrage à un candidat à la présidence de la junte régionale (qui est également tête de liste régionale) et un suffrage à une liste provinciale. Le panachage est autorisé : l'électeur est libre de voter pour un parti ne soutenant pas le candidat qu'il a choisi.
À l'issue du vote, la liste régionale dont le chef de file est élu président de la junte régionale reçoit 11 sièges à pourvoir. Le candidat à la présidence arrivé deuxième reçoit également un siège sur le quota des forces politiques le soutenant. Les 39 mandats provinciaux sont répartis à la proportionnelle d'Hagenbach-Bischoff. Les mandats qui n'ont pas été attribués à l'issue du premier décompte et les voix qui n'ont pas été utilisées sont distribués à la proportionnelle de Hare.

## Historique

### Présidents du conseil régional
- Carla Spagnuolo (1990-1995)
- Rolando Picchioni (1995-1998)
- Sergio Deorsola (1998-2000)
- Roberto Cota (2000-2005)
- Oreste Rossi (2005)
- Davide Gariglio (2005-2010)
- Valerio Cattaneo (2010-2014)
- Mauro Laus (2014-2018)
- Nino Boeti (2018-2019)
- Stefano Allasia (2019-2024)
- Davide Nicco (depuis 2024)